# Bill Walker (Schauspieler)
Bill Walker (* 1. Juli 1896 in Pendleton, Indiana als William Franklin Walker; † 27. Januar 1992 in Woodland Hills, Kalifornien) war ein US-amerikanischer Schauspieler.

## Leben und Karriere
Der Sohn eines freigelassenen Sklaven diente im Ersten Weltkrieg als Soldat. Seine Schauspielkarriere begann er beim Theater, wo er sich überwiegend mit den für Afroamerikanern damals üblichen kleinen Rollen über Wasser halten musste. Zwischen 1927 und 1936 war er in fünf Produktionen am Broadway in New York zu sehen.
Sein Filmdebüt machte Bill Walker im Jahr 1946 mit einem kleinen Part in Robert Siodmaks Film noir Rächer der Unterwelt an der Seite von Burt Lancaster. In den folgenden 40 Jahren trat er in insgesamt über 180 Film- und Fernsehproduktionen auf, wobei der afroamerikanische Darsteller überwiegend in Nebenrollen von kleiner bis mittlerer Größe auftrat. Wie viele schwarze Darsteller seiner Zeit war er oft nur in Rollen als Bediensteter zu sehen, gelegentlich erhielt er aber auch die Chance zur Darstellung höhergestellterer Figuren wie Professoren oder Pfarrer. Eine seiner bekanntesten Rollen ist die des afroamerikanischen Gemeindepfarrers Reverend Sykes in der Harper-Lee-Literaturverfilmung Wer die Nachtigall stört (1962) an der Seite von Gregory Peck, für die Walker allerdings noch nicht einmal eine Nennung im Filmvorspann erhielt. Peck, der für seine Rolle den Oscar erhielt, schrieb Walker einen Mitverdienst an dieser Auszeichnung zu: Da dieser in seiner Rolle nach dem verlorenen Prozess den Satz „Stand up, children, your father is passing“ so überzeugend geschauspielert und Pecks Filmkinder zum Aufstehen gebracht hätte, habe Walker ihm dadurch den Oscar gesichert.
Walker blieb bis ins hohe Alter schauspielerisch tätig und stand zuletzt 1987 für zwei Folgen der Fernsehserie Hunter vor der Kamera. Er engagierte sich auch öffentlich für die Rechte von Afroamerikanern. So lieferte er sich auch Auseinandersetzungen mit Regisseuren, wenn er der Meinung war, dass diese die afroamerikanischen Rollen zu stereotypisch gespielt haben wollten. Auch war er langjähriges Mitglied der Screen Actors Guild und engagierte sich mit der Hilfe seines guten Bekannten Ronald Reagan bei Produzenten dafür, dass mehr Rollen für Schwarze entstanden.
Anfang der 1960er-Jahre heiratete er die Sekretärin Peggy Cartwright (1912–2001), die als Kinderdarstellerin in den 1920er-Jahren in einigen der ersten Die kleinen Strolche-Filme mitgespielt hatte. Sie gingen damit eine der ersten Ehen zwischen Menschen unterschiedlicher Hautfarben in Hollywood ein. Bill Walker starb 1992 im Alter von 95 Jahren im Motion Picture & Television Country House and Hospital an Komplikationen durch eine Krebserkrankung. Er wurde auf dem Riverside National Cemetery in Riverside beigesetzt.

## Filmografie (Auswahl)
- 1946: Rächer der Unterwelt (The Killers)
- 1947: New Orleans
- 1948: Rebellion im grauen Haus (Canon City)
- 1948: Betrug (Larceny)
- 1948: Todeszelle Nr. 5 (I Wouldn’t Be in Your Shoes)
- 1949: Verrücktes Afrika (Africa Screams)
- 1949: Bomba und der schwarze Panther (Bomba on Panther Island)
- 1949: Gefängnis ohne Gitter (Bad Boy)
- 1949: Liebe auch ohne Patent (Free for All)
- 1950: Dein Leben in meiner Hand (Woman in Hiding)
- 1950: Zwischen zwei Frauen (Bright Leaf)
- 1950: Der Mann ihrer Träume (Young Man with a Horn)
- 1950: Verliebt, verlobt, verheiratet (Peggy)
- 1951: Die Piratenkönigin (Anne of the Indies)
- 1951: Stadt in Aufruhr (The Well)
- 1951: Lightning Strikes Twice
- 1952: Tarzan, der Verteidiger des Dschungels (Tarzan’s Savage Fury)
- 1952: Wildes Blut (Ruby Gentry)
- 1952: Schwarze Trommeln (Lydia Bailey)
- 1952: Liebe, Pauken und Trompeten (Stars and Stripes Forever)
- 1953: Gefährtin seines Lebens (The President’s Lady)
- 1953: Ein verwöhntes Biest (The Girl Who Had Everything)
- 1953: Morgen wirst du gekillt, Johnny (Rebel City)
- 1954: Bomba und der goldene Götze (The Golden Idol)
- 1954: Bomba, der Erbe Tarzans (Killer Leopard)
- 1955: Und morgen werd’ ich weinen (I’ll Cry Tomorrow)
- 1955: Hollywood-Story (The Big Knife)
- 1955: Ein Mann namens Peter (A Man Called Peter)
- 1955: Ehe in Fesseln (Queen Bee)
- 1956: Ein Kuß vor dem Tode (A Kiss Before Dying)
- 1957: Das Land des Regenbaums (Raintree Country)
- 1957: Corky und der Zirkus (Circus Boy; Fernsehserie, eine Folge)
- 1958: Der weiße Teufel von Arkansas (Ride a Crooked Trail)
- 1958: Der lange heiße Sommer (The Long, Hot Summer)
- 1959: Porgy und Bess (Porgy and Bess)
- 1959: Engel unter Sündern (The Mating Game)
- 1961: Die teuflische Maske (The Mask)
- 1962: Auf glühendem Pflaster (Walk on the Wild Side)
- 1962: Wer die Nachtigall stört (To Kill a Mockingbird)
- 1963: Vier für Texas (4 for Texas)
- 1964: Wiegenlied für eine Leiche (Hush… Hush, Sweet Charlotte)
- 1966: Derek Flint schickt seine Leiche (Our Man Flint)
- 1967: Duell der Gringos (The Last Challenge)
- 1970: Die große weiße Hoffnung (The Great White Hope)
- 1970: …tick… tick… tick…
- 1971: Big Jake
- 1977: Die Chorknaben (The Choirboys)
- 1977: Ausgetrickst (A Piece of the Action)
- 1977: Das Ultimatum (Twilight’s Last Gleaming)
- 1978: The Wiz – Das zauberhafte Land (The Wiz)
- 1987: Hunter (Fernsehserie, 2 Folgen)